# Jean Lesage
Jean Lesage (Montréal, 10 giugno 1912 – Sillery, 12 dicembre 1980) è stato un politico e avvocato canadese, primo ministro del Québec dal 5 luglio 1960 al 16 giugno 1966. Leader del Partito Liberale del Québec, ha dato inizio alla rivoluzione tranquilla.